# Privação de sono

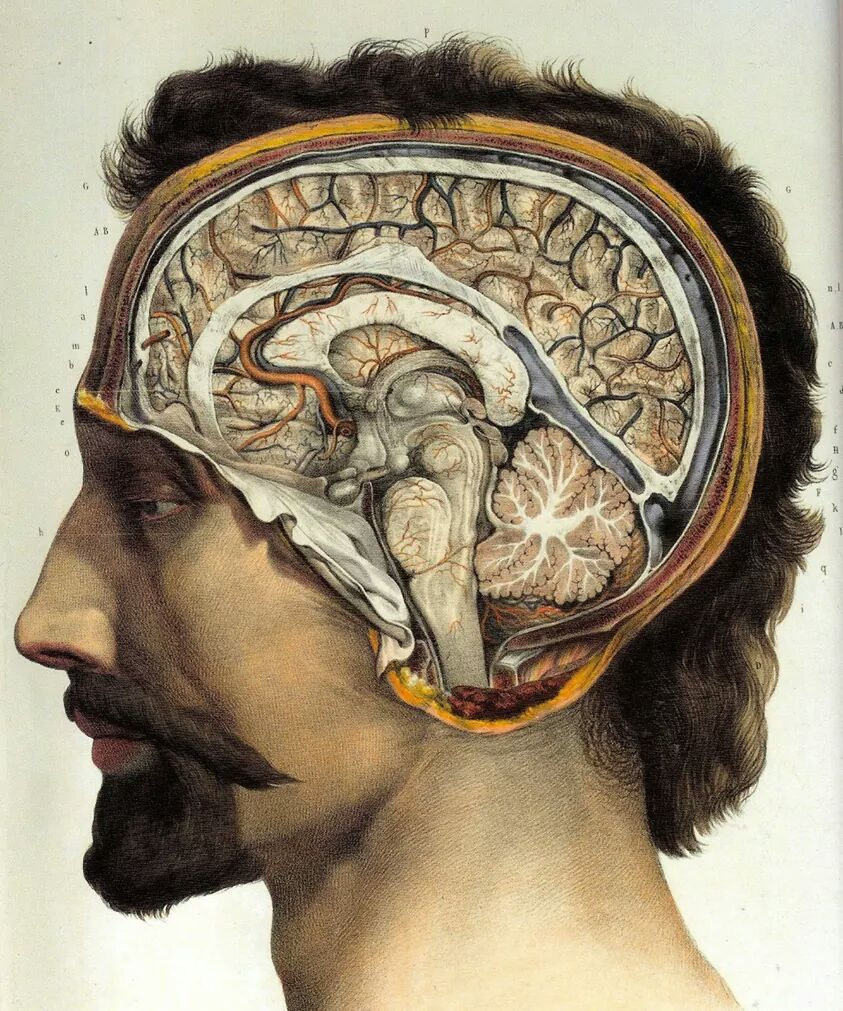
Falta de sono diminui a taxa de regeneração do cérebro.

Privação de sono é a condição onde não se dorme o suficiente para o organismo se recuperar, o que pode ser crônica ou aguda. Um estado de sono restrito crônico pode causar fadiga, diminuição dos reflexos, sonolência, envelhecimento precoce, queda da imunidade, dificuldade de concentração, problemas de memória e ganho de peso. A longo prazo, a privação de sono total pode ser letal, mas é rara em humanos.

## Sintomas

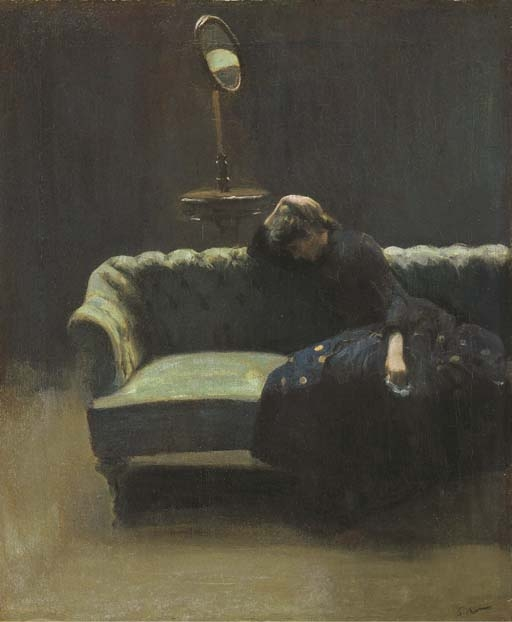
A falta de sono está associada ao abuso de álcool e outras drogas.

### Aguda
No geral, passar mais de 24h sem dormir pode resultar em:
- Confusão mental;
- Raciocínio lentificado;[6]
- Coordenação motora lentificada;[6]
- Problemas de memória;[3][6]
- Irritabilidade;[3]
- Hipoglicemia;[6]
- Aumento ou diminuição da pressão sanguínea;[6]
- Prejuízo na capacidade de julgamento (decisão raciona)l;[6]
- Desmaio;
- Delírio e alucinação;[7]
- Queda da imunidade;[3][8]
- Acidentes (especialmente automobilísticos);
- Espasmos Musculares.

### Crônica
A privação de sono prolongada aumenta o risco de:
- Diabetes;
- Hipertensão arterial;
- Doenças cardiovasculares;
- Obesidade;
- Envelhecimento precoce;[3][6]
- Infecções;
- Depressão e distimia;
- Transtornos de ansiedade;
- Agressividade e estresse;[9]
- Problemas sexuais;[6]
- Artrite;[9]
- Dor crônica;[9]
- Acidente vascular cerebral;[6]
- Perda de massa muscular;
- Diplopia;
- Menor crescimento em crianças e adolescentes;
- Tremores e tiques;
- Psicoses.[10]

## Prevenção

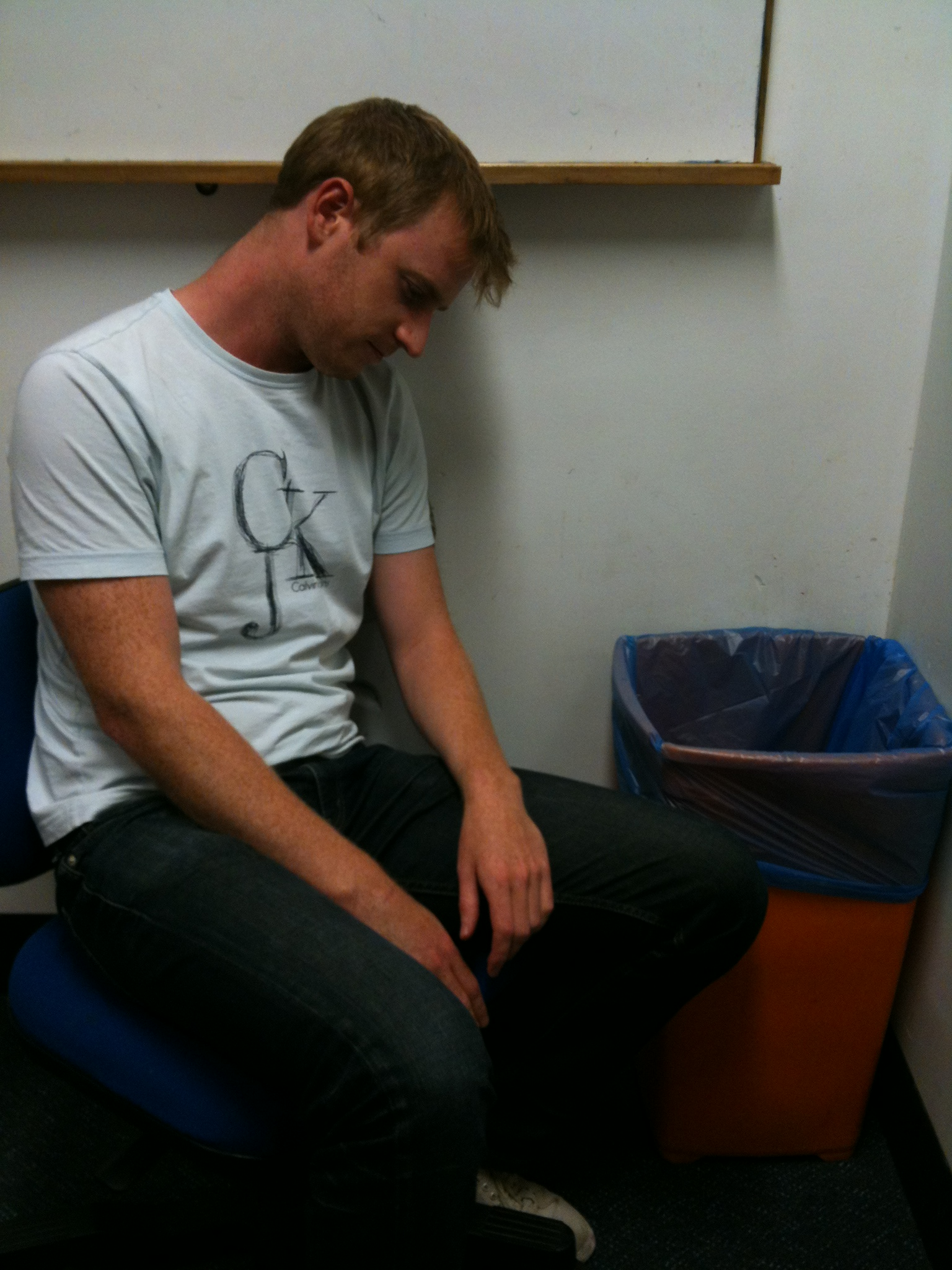
Falta de sono dobra os riscos de problemas cardíacos

Recomendações do Dr. Drauzio Varella:
- Refeições leves a noite;
- Dormir e acordar sempre na mesma hora, mesmo finais de semana;
- Fazer exercícios físicos apenas no período diurno;
- Manter o quarto bem arejado e com temperatura agradável;
- Evitar cafeína, nicotina e álcool nas últimas horas do dia;
- Fazer exercícios de relaxamento ou tome banho quente antes de deitar;
- Evitar dormir mais de uma hora durante o dia depois das três da tarde;
- Se estiver deitado por mais de trinta minutos sem conseguir pegar no sono, saia da cama e vá ler um livro sob a luz de um abajur em outro cômodo;

A luminosidade, movimentos e sons na televisão, vídeo-game, celular e computador inibem a melatonina e dificultam dormir, portanto devem ser evitados meia hora antes do horário de dormir. Ler, escrever, tomar banho quente,assistir um vídeo de ASMR com baixa luminosidade, beber chá de camomila ou de maracujá,  ou outra atividade relaxante, é preferível. Se as sugestões acima não funcionarem deve-se procurar um especialista em sono para investigar causas orgânicas e psiquiátricas que possam estar causando a insônia.

## Tratamento
Existem vários tipos de tratamentos para a privação de sono (aguda/crônica), uma delas é a Terapia cognitivo-comportamental que estuda saber as razões da privação e procurar soluções. A natural, feita com a ingestão de plantas sedativas. Tais como: Valeriana officinalis, Melissa officinalis, Camomila-vulgar.
E os hipnóticos, benzodiazepínicos, que só podem serem usados com o avaliação e a prescrição do médico.